# NGC 7792
NGC 7792 je spirální galaxie v souhvězdí Pegas. Její zdánlivá jasnost je 14,1m a úhlová velikost 1,0′ × 0,8′. Je vzdálená 582 milionů světelných let, průměr má 170 000 světelných let. Galaxii objevil 20. září 1873 Édouard Stephan.